# 9829 Murillo
9829 Murillo (1973 SJ1) là một tiểu hành tinh nằm phía ngoài của vành đai chính.